# Richard Axel
Richard Axel (n. 2 iulie 1946, New York City, New York, SUA) este un medic american, care pentru cercetările sale din domeniul organelor de simț (simțul mirosului) primește împreună cu Linda B. Buck în anul 2004 Premiul Nobel pentru Fiziologie sau Medicină.